# Fachanwalt für Migrationsrecht
Der Fachanwalt für Migrationsrecht ist ein Titel und eine Fachanwaltsbezeichnung des deutschen Berufsrechts der Rechtsanwälte.
Die Bezeichnung Fachanwalt für Migrationsrecht wurde durch die Satzungsversammlung der Bundesrechtsanwaltskammer im Jahr 2015 eingeführt. Die Verleihung der Berufsbezeichnung erfolgte ab März 2016.

## Rechtsgebiete der Ausbildung
Inhaltlich wird der Titel durch die in § 14p der Fachanwaltsordnung (FAO) genannten Rechtsgebiete, bezüglich derer der den Fachanwaltstitel führende Rechtsanwalt besondere Kenntnisse nachweisen muss, definiert. Es sind dies das Staatsangehörigkeitsrecht, das Aufenthaltsrecht, das Unionsrecht, das Asylrecht, die migrationsrechtlichen Bezüge des Sozialrechts und des Strafrechts sowie die Besonderheiten des Verfahrens- und Prozessrechts.
Weiter erforderlich ist zum Erwerb des Titels eines Fachanwalts für Migrationsrecht, wie bei allen Fachanwaltstiteln, der Nachweis besonderer praktischer Erfahrungen. Hier fordert § 5 S. 1 lit. w FAO den Nachweis besonderer praktischer Erfahrungen. Nachzuweisen sind 80 durch den Bewerber bearbeiteter Fälle, darunter mindestens 30 gerichtliche Verfahren. Von diesen Fällen müssen außerdem mindestens 60, darunter mindestens 15 gerichtliche Verfahren, aus den Bereichen des Staatsangehörigkeits-, Aufenthalts, Unions- oder Asylrechts stammen.

## Statistik
Zum 1. Januar 2024 sind 251 Fachanwälte für Migrationsrecht in Deutschland zugelassen.